# Љедњица
Љедњица (слч. Lednica) насељено је мјесто са административним статусом сеоске општине (слч. obec) у округу Пухов, у Тренчинском крају, Словачка Република.

## Становништво
| Година:    | 1994. | 2004.   | 2014.   | 2024.   |
| ---------- | ----- | ------- | ------- | ------- |
| Број људи: | 1067  | 1015    | 965     | 894     |
| Разлика:   |       | -4,87 % | -4,92 % | -7,35 % |

| Година:    | 2023. | 2024.   |
| ---------- | ----- | ------- |
| Број људи: | 908   | 894     |
| Разлика:   |       | -1,54 % |

Према подацима о броју становника из 2024. године насеље је имало 894 становника.